# Leptorussa darlingtoni
Leptorussa darlingtoni är en nattsländeart som först beskrevs av Banks 1939.  Leptorussa darlingtoni ingår i släktet Leptorussa och familjen långhornssländor. Inga underarter finns listade i Catalogue of Life.